# Willi Weglehner
Wilhelm „Willi“ Weglehner (* 4. Juli 1948 in Thalmässing) ist ein deutscher Schriftsteller und Komponist.

## Leben
In seiner Jugend besuchte er zunächst das Humanistische Gymnasium in Windsbach und war Mitglied des Windsbacher Knabenchor. Nach dem Abitur leistete er von 1967 bis 1969 den Grundwehrdienst ab und studierte von 1969 bis 1973 Rechtswissenschaften an der Friedrich-Alexander-Universität Erlangen-Nürnberg und Erziehungswissenschaften.
In den Jahren 1980 bis 1995 war Weglehner unter dem Pseudonym Leo Garsson auch als Komponist, Texter und Produzent im Bereich Unterhaltungsmusik aktiv. Seine Werke wurden u. a. durch Bata Illic, Roy Black, Chris Wolff, Johannes Heesters, die Kastelruther Spatzen und das Medium Terzett interpretiert und bekannt.
Bis zum Jahr 2000 unterrichtete er an der Grund- und Hauptschule Thalmässing und ist seit dieser Zeit aus gesundheitlichen Gründen pensioniert.

## Schriften
- Meine Kinderbibel. Hörbuch. Streetlife-Verlag Fürth und Weltbild-Verlag, Augsburg 2003.
- Gute Nacht-Geschichten für Kinder. Hörbuch. Streetlife-Verlag, 2004.
- Der Viehhändler. hist. Roman. Mabase-Verlag, Nürnberg 2005, ISBN 978-3-9809649-0-6.
- Nahkampf. Eine Jugend in der Stadt der Reichsparteitage. Mabase-Verlag, Nürnberg 2005, ISBN 978-3-9809649-2-0.
- Hasengeschichten. Hörbuch für Kinder im Vor- und Grundschulalter. Streetlife-Verlag, 2005.
- Tiergeschichten für Kinder. Hörbuch. Streetlife-Verlag, 2007.
- Franzel – keiner weiß wohin. Doku-Roman. Mabase, Nürnberg 2008, ISBN 978-3-939171-12-6.
- Die Wanderschaft des Joschua Cohn. Roman. Mabase-Verlag, Nürnberg 2014, ISBN 978-3-939171-26-3.
- Flieg, Engerl. Roman. Mabase-Verlag, Nürnberg 2015, ISBN 978-3-939171-44-7.

- Doppel mit Damen. Schelmenroman. EINBUCH Buch- und Literaturverlag, Leipzig 2016, ISBN 978-3-942849-48-7.

- Keine Sause ohne Brause - In der Sonderwelt der Populären Musik. Roman. EINBUCH Buch- und Literaturverlag, Leipzig 2017, ISBN 978-3-942849-57-9.

- Die Geschäftsstelle - Beamtenposse. Roman. EINBUCH Buch- und Literaturverlag, Leipzig 2018, ISBN 978-3-942849-66-1.

- ´68 Wat denkste, Karfunkel? Roman. EINBUCH Buch- und Literaturverlag, Leipzig 2019, ISBN 978-3-942849-72-2.
- Republik am See. Gesellschaftsgroteske, Roman. EINBUCH Buch- und Literaturverlag, Leipzig 2019, ISBN 978-3-942849-80-7.

## Auszeichnungen
- 2009: Elisabeth-Engelhardt-Literaturpreis